# Mammoth Spring
Mammoth Spring is een plaats (city) in de Amerikaanse staat Arkansas, en valt bestuurlijk gezien onder Fulton County.

## Demografie
Bij de volkstelling in 2000 werd het aantal inwoners vastgesteld op 1147.
In 2006 is het aantal inwoners door het United States Census Bureau geschat op 1128, een daling van 19 (-1.7%).

## Geografie
Volgens het United States Census Bureau beslaat de plaats een oppervlakte van
3,6 km², waarvan 3,5 km² land en 0,1 km² water. Mammoth Spring ligt op ongeveer 161 m boven zeeniveau.

## Plaatsen in de nabije omgeving
De onderstaande figuur toont nabijgelegen plaatsen in een straal van 32 km rond Mammoth Spring.